# 韩国国际放送交流财团
韩国国际放送交流财团（韓語：한국국제방송교류재단）是韩国政府为改善、提高外国对韩国形象而设立的对外宣传机构。该机构下设面向亚洲、澳洲、中东、欧洲、美国、阿拉伯圈观众的阿里郎國際放送，该电视台还向居住于韩国国内的外国人观众提供有线电视与卫星电视的英语节目。

## 历史

### 背景
1996年4月10日，国际社会抽身于意识形态斗争，开始着手于市场经济下的竞争与发展，韩国政府决定利用电视台等大众传媒向国际社会树立积极的韩国印象。当时韩国的媒体仅以韩国国内的观众为目标群体制作、放映节目，不足以满足在韩国居住的外国人与旅居海外的韩国人对韩国热闻的信息需求。而且当时韩国本土以外的海外媒体对有关韩国的报道往往集中偏向于韩国的政治、社会重大事件或罪案，其内容往往不能让外界产生对韩国积极向上的印象。

### 建立与发展
1996年4月10日，韩国政府正式成立韩国国际放送交流财团，并为其发展定下三个战略发展阶段。首先是组建面向韩国国内的外语有线电视台，其次是通过国际卫星网络构筑面向海外的外语频道，最后是通过韩国节目展开面向全球的对韩国影响力的宣传。
1997年2月3日，韩国国际放送交流财团建立阿里郎國際放送。
1998年10月22日，阿里郎國際放送被韩国文化观光部指定为海外广播的主要运营机构。
1999年8月12日，阿里郎國際放送开始面向亚太地区播放。
2000年9月26日，阿里郎國際放送开始在欧洲、非洲和美洲推出全球广播。
2004年8月20日，阿里郎國際放送以阿拉伯语向阿拉伯世界提供服务。
2002年11月1日，韩国政府正式成立韩国国际放送交流财团，并为其发展定下三个战略发展阶段。首先是组建面向韩国国内的外语有线电视台，其次是通过国际卫星网络构筑面向海外的外语频道，最后是通过韩国节目展开面向全球的对韩国影响力的宣传。

## 关联条目
- 阿里郎國際放送